# Ууккиви, Хейнрих Юлиусович
Хейнрих Юлиусович Ууккиви (Уукиви) (эст. Heinrich Uukkivi; 10 мая 1912, Усть-Нарва, Везенбергский уезд, Эстляндская губерния, Российская империя — 12 апреля 1943, Красноярский край СССР) — эстонский футболист и хоккеист, нападающий.

## Футбольная карьера
Большую часть своей футбольной карьеры Ууккиви провел в команде «Эстония». В её составе он часто становился лучшим бомбардиром клуба. На протяжении 9 лет выступал за Сборную Эстонии по футболу. За неё он сыграл 46 игр и забил 7 мячей.

## Хоккейная карьера
В составе хоккейного клуба «Калев» (Таллин) Ууккиви в 1934 и 1937 гг. дважды становился чемпионом страны по хоккею с шайбой. Трижды спортсмен становился чемпионом Эстонии по хоккею с мячом в составе «Калева» (1933, 1934) и таллинского «Динамо» (1941). Хейнрих Ууккиви играл за национальные команды по хоккею с шайбой и с мячом.

## Гибель
Ууккиви учился в техникуме и колледже Таллина, работал на железной дороге и в типографии. В Великую Отечественную войну был призван в Красную армию Сольвычегодским РВК Архангельской области. Он был младшим лейтенантом 417-го отдельного сапёрного батальона 249-й стрелковой дивизии 8-го эстонского стрелкового корпуса, служил сапёром, в партии не состоял. По данным донесений о потерях личного состава РККА пропал без вести 31 декабря 1942 года во время боёв за освобождение города Великие Луки, при выполнении боевого задания.
Попал в плен к немцам, но был освобождён советской армией и арестован. В феврале 1943 года приговорён к высшей мере наказания. В апреле смертная казнь была заменена на 15-летний тюремный срок. Умер во время этапирования в лагерь в Красноярском крае.

## Достижения

### Футбол
- Обладатель Кубка Балтии (2): 1931, 1938.
- Чемпион Эстонии (5): 1934, 1935, 1936, 1937/38, 1938/1939.

### Хоккей с шайбой
- Чемпион Эстонии (2): 1934, 1937.

### Хоккей с мячом
- Чемпион Эстонии (3): 1933, 1934, 1941.